# Chip 'n' Dale
Chip and Dale (també escrit Chip 'n' Dale) són un duo d'esquirols de dibuixos animats creat el 1943 per The Walt Disney Company.

## Concepte
Els personatges van ser dibuixats per primera vegada per Bill Justice i introduïts al curtmetratge de 1943 de Pluto Private Pluto, dirigit per Clyde Geronimi. En el curt, lluiten amb Pluto per saber si poden emmagatzemar els seus fruits secs en un canó de base militar. Tres anys més tard, el director Jack Hannah va decidir utilitzar-los com a coprotagonistes als curts de l'ànec Donald. Hannah va dir:
| « | I believe Gerry Geronimi did a picture with two impish little chipmunks that just squeaked and chattered with a speeded-up soundtrack but no words. He used them with Pluto... I wanted to use them with the Duck but with a little more personality in them. So we decided to put words into their mouths but speed 'em up so you could just barely understand them... We gave them both the same personality—but something was missing. Bill Peet came up with the suggestion of making one of them a little goofball to give them two different personalities. Immediately I saw the advantage of that and took the suggestion. | » |

Dels dos, Chip es presenta com a segur, concentrat i amb una ment per a la maquinació lògica. Dale, per contra, és més relaxat, ximple i impulsiu i té un sentit de l'humor molt fort. Originalment, els dos tenien un aspecte molt similar, però com a manera de diferenciar-los, es van introduir algunes diferències: Chip té un nas petit i negre i dues dents que sobresurten centrades, mentre que Dale té un nas gran de color vermell fosc i un buit destacat entre les dents incisives. En Chip també es representa amb els cabells llisos a la part superior del cap, mentre que el de Dale acostuma a estar despentinat.
En la majoria de dibuixos animats, estan emparellats amb Mickey Mouse, o més sovint, Plutó i l'ànec Donald, amb qui solen lluitar quan veuen una activitat que fan per curiositat o quan intenten menjar sense deixar-se atrapar per ells. A la dècada de 1950 els van donar la seva pròpia sèrie, però només tres dibuixos animats van portar el seu nom: Chicken in the Rough (1951), Two Chips and a Miss (1952) i The Lone Chipmunks (1954). El duet va ser nominat a l'Oscar al millor curtmetratge d'animació tres vegades en quatre anys: el 1946 per Squatter's Rights (contra Mickey i Pluto), el 1947 per Chip an' Dale i el 1949 per Toy Tinkers (tots dos contra l'ànec Donald). A la dècada de 1980, es van convertir en els personatges principals d'una sèrie de televisió de mitja hora, Chip 'n Dale: Rescue Rangers, en la qual viuen aventures com a líders d'una agència de detectius.
Els seus noms poden ser un joc de paraules amb el nom de l'ebenista i dissenyador de mobles del segle xviii Thomas Chippendale, tal com suggereix Bill "Tex" Henson, un artista de contes de l'estudi.

## Llista de curtmetratges de Chip 'n' Dale
Chip i Dale apareixen en els següents 23 curtmetratges d'animació.
| #  | Títol                  | Data d'estrena   | Autor            | Sinopsi |
| -- | ---------------------- | ---------------- | ---------------- | --- |
| 1  | Private Pluto          | 2 abril 1943     | Clyde Geronimi   | El soldat Pluto ha estat assignat per protegir un fortí dels sabotejadors. Però, Chip i Dale són els sabotejadors que l'ocupen, mentre utilitzen el canó per trencar glans al cap de Pluto. Al final, els esquirols treuen Plutó del canó i trenquen les glans restants, deixant-lo plorant. |
| 2  | Squatter's Rights      | 7 juny 1946      | Jack Hannah      | En una casa, en Chip i en Dale habiten una estufa quan Mickey i Pluto tornen i s'interposen en el seu camí. Decidits a mantenir la seva llar, en Chip i en Dale posen a Pluto en problemes amb Mickey. |
| 3  | Chip an' Dale          | 28 novembre 1947 | Jack Hannah      | Tenint fred i mancat de fusta, Donald marxa a talar un arbre habitat per Chip i Dale. En Chip i en Dale intenten treure-li robant-li la llenya, fent que Donald els expulsi. Al final, fan rodar una bola de neu gegant sobre ell. |
| 4  | Three for Breakfast    | 5 novembre 1948  | Jack Hannah      | Quan en Chip i en Dale veuen les creps de Donald, decideixen robar-se-les. Donald protegeix el seu esmorzar enganyant-los amb una creps de ciment de goma. Aviat, en Chip i en Dale aconsegueixen que Donald es trobi amb la creps de goma que l'encallen a la xemeneia. |
| 5  | Winter Storage         | 3 juny 1949      | Jack Hannah      | Chip i Dale intenten emmagatzemar glans per a l'hivern següent, però s'acaben al seu arbre. Els esquiros llisquen les glans de Donald que està utilitzant per a un projecte de sembra, queden atrapats a la trampa de la caixa de Donald i després s'enfronten en una baralla. Chip i Dale desafien a Donald en un joc d'hoquei amb les glans i l'aclaparan amb una gran pila de glans. |
| 6  | All in a Nutshell      | 2 setembre 1949  | Jack Hannah      | Donald s'ha quedat sense fruits secs per les seves vendes de mantega de fruits secs i n'aprofita de l'arbre de Chip i Dale. Els esquiros creuen que la parada de Donald és una nou gegant. En Dale fereix en Chip en els seus maldestres intents, però tots dos irrompen a la botiga de Donald i troben que la mantega de fruits secs té un bon gust. Llisquen els flascons d'en Donald i es desfan d'ell. |
| 7  | Toy Tinkers            | 16 desembre 1949 | Jack Hannah      | Donald talla un pi per utilitzar-lo com el seu arbre de Nadal. En Chip i en Dale el segueixen fins a casa seva i li roben el subministrament de fruits secs amb l'ús de les seves joguines. Donald es disposa a protegir-ho tot, enganyant-los amb una trampa. Donald i els esquirols s'enfronten a una guerra amb armes de joguina. |
| 8  | Crazy Over Daisy       | 25 març 1950     | Jack Hannah      | Chip i Dale s'enfronten a l'ànec Donald, mentre intenta lliurar un regal a la Daisy, fins i tot aconseguint destruir la seva bicicleta. Donald obliga als esquiros a transportar-lo a ell i a la Daisy, que, s'indigna per la manera com Donald els tracta. |
| 9  | Trailer Horn           | 28 abril 1950    | Jack Hannah      | Chip i Dale segueixen un rastre de petjades fins al càmping de Donald, i toquen el clàxon del cotxe per causar problemes i despertar en Donald. Aleshores, els esquirols assetgen Donald. |
| 10 | Food for Feudin'       | 11 agost 1950    | Charles Nicholas | Chip i Dale recullen avellanes, però Pluto enterra un os a l'arbre i perden tots els fruits secs a la casa del gos. Chip i Dale es camuflen amb guants de jardineria i atrauen Pluto al seu arbre, recuperant els seus fruits secs. |
| 11 | Out on a Limb          | 15 desembre 1950 | Jack Hannah      | En Donald treballa com a cirurgià d'arbres i s'adona que en Chip i en Dale emmagatzemen fruits secs i els poda la branca. Donald talla les cues als esquiros amb un tallador de branques, però ells toquen a Donald amb una pedra. Donald persegueix els esquiros, afaitant-los amb una talladora de gespa, però es troba amb una línia elèctrica. |
| 12 | Chicken in the Rough   | 19 gener 1951    | Jack Hannah      | En Chip i en Dale deixen caure les seves glans en una granja de pollastres i entren darrere d'ells. Al galliner, Dale confon els ous amb nous. Es troba amb un pollet eclosionat i es veu obligat a fer-se passar per un pollet per amagar-se del gall i es queda atrapat al niu. |
| 13 | Corn Chips             | 23 març 1951     | Jack Hannah      | Donald neteja la neu del seu pati, i en Chip i en Dale netegen la seva al seu pati, fent-lo enfadar. Aleshores, els esquirols entren a casa de Donald per aconseguir algunes de les seves crispetes, però es barregen amb les crispetes quan en Donald torna. En Chip i en Dale llisquen les crispetes d'en Donald i ell intenta recuperar-les. Després d'una persecució, Donald encén un foc a l'arbre i els esquiros omplen el pati de Donald de crispetes. |
| 14 | Test Pilot Donald      | 8 juny 1951      | Jack Hannah      | Donald prova el seu model d'avió de línia de control i troba que funciona bé. Quan queda atrapat en un arbre, Dale s'hi fa un passeig per a la desaprovació de Chip. Quan Dale aterra, Donald el atrapa en un pot, però ell s'escapa i torna a conduir l'avió. Donald intenta atrapar Dale amb una canya de pescar, però Dale l'atrapa amb l'avió en una torre de l'edifici. |
| 15 | Out of Scale           | 2 novembre 1951  | Jack Hannah      | Donald s'està divertint amb el seu petit tren però elimina l'arbre de Chip i Dale després de declarar-lo "fora d'escala". Mentre els esquirols intenten recuperar el seu arbre, Donald els persegueix. Els esquiros es posen còmodes en una casa en miniatura. Donald descobreix que la seva escala s'adapta a la casa i els turmenta amb els canvis de temps. Chip i Dale recuperen el seu arbre i el fan apte per escalar com un arbre sequoia gegant. Aquest episodi és únic perquè és una versió del ferrocarril del pati del darrere de Walt Disney: el Carolwood Pacific. El motor té el model de la Lille Belle, la seva màquina de vapor en viu i Canyonville va ser una de les ciutats que el Carolwood Pacific Railroad va donar servei al pati del darrere de Walt. |
| 16 | Donald Applecore       | 8 gener 1952     | Jack Hannah      | En Donald està molest, en Chip i en Dale estan substituint les seves pomes per nuclis menjats. |
| 17 | Two Chips and a Miss   | 21 març 1952     | Jack Hannah      | A Nova York, Chip va a la seva cita secreta amb la Clarice. El mateix Dale també ha estat convidat a conèixer la Clarice. Quan es creuen a l'Acorn Club es barallen i lluiten per l'amor i l'afecte de Clarice. S'aturen per veure-la actuar. Els esquirols competeixen per Clarice amb la seva música, tots dos reben un petó i tots tres canten junts. |
| 18 | Pluto's Christmas Tree | 21 novembre 1952 | Jack Hannah      | Chip i Dale es burlen de Plutó i s'amaguen en un pi que en Mickey està tallant per Nadal. A casa de Mickey, en Chip i en Dale els fascinen les boles brillants. Intenten agafar els bastons de caramel però Plutó els veu. Després que Chip i Dale tinguin una llarga i entremaliada lluita amb Plutó, l'arbre es destrueix, però en Mickey està encantat de tenir els esquiros. Donald, Goofy i Minnie vénen a saludar en Mickey amb nadales. |
| 19 | Working for Peanuts    | 11 novembre 1953 | Jack Hannah      | Chip i Dale es troben amb un cacauet i donen una ullada al zoològic que acull l'elefant Dolores i tots aquests cacauets. La Dolores, però, evita que els esquirols en rebin. Com a manejador de la Dolores, Donald els persegueix després de destrossar la Dolores. En Chip i en Dale atrauen algunes persones per aconseguir uns cacauets, després es cobreixen de cal i enganyen a Donald perquè cregui que són esquiroses albines. |
| 20 | The Lone Chipmunks     | 19 abril 1954    | Jack Kinney      | Black Pete és buscat per terroritzar i robar ciutats. En Chip i en Dale descobreixen que en Pete ha guardat diners robats al seu arbre i aprofiten l'oportunitat per obtenir la recompensa. No aconsegueixen en Pete per dues vegades i ell els troba i els dispara. En Chip i en Dale lluiten amb en Pete i el capturen per la cavalleria. En Chip i en Dale se'n van cap a la ciutat coneguda com a Lone Chipmunks. |
| 21 | Dragon Around          | 16 juliol 1954   | Jack Hannah      | En Dale està fascinat per la fantasia medieval i hi arrossega en Chip quan veuen un drac que en realitat és el tractor d'escombraries de Donald. Donald té la intenció de construir una autopista a través del seu arbre. Chip com a cavaller i Dale com el seu escuder són empasats pel tractor, però s'escapen i li trenquen les dents. Abans que Donald pugui aixafar l'arbre, els esquiros sabotegen el tractor. Donald intenta volar-los amb dinamita, però en canvi el fan volar a ell al cel. |
| 22 | Up a Tree              | 3 juny 1955      | Jack Hannah      | Donald és un llenyataire que té la intenció de veure un arbre alt, que està habitat per Chip i Dale. En Chip fa que Donald caigui tres vegades abans que talli la part superior i s'assabenti dels dos. Donald talla l'arbre i els esquirols no aconsegueixen mantenir-lo en peu. En Chip i en Dale aconsegueixen que Donald fugi de l'arbre tallat fins que és catapultat amb dinamita juntament amb la casa de Donald. |
| 23 | Chips Ahoy             | 24 febrer 1956   | Jack Kinney      | Chip i Dale veuen una illa amb glans abundants, però no tenen manera d'arribar-hi. Roben el vaixell de Donald en una ampolla per arribar-hi, amb en Chip com a capità i en Dale com a mariner. Donald prova moltes maneres d'aturar-los i recuperar el seu vaixell, fins que s'hi queda atrapat i els esquiros són empesos accidentalment a casa. Mentre els esquiros gaudeixen de les seves glans, Donald intenta construir una canoa. |

## Video domèstic
- The Adventures of Chip 'n' Dale – Includes Two Chips and a Miss, Chicken in the Rough, Chips Ahoy, Donald Applecore, Up a Tree i The Lone Chipmunks i diverses escenes de cançons entre els curts de dibuixos animats cantades per Chip 'n' Dale
- Classic Cartoon Favorites, Vol. 4: Starring Chip 'n' Dale (DVD)– Includes Chicken in the Rough, Chip an' Dale, Out of Scale, Two Chips and a Miss, Food for Feudin', Working for Peanuts, Out on a Limb, Three for Breakfast i Dragon Around
- Nuts About Chip 'n' Dale – Includes Food for Feudin', Trailer Horn i Two Chips and a Miss
- A Tale of Two Chipmunks – Includes Chicken in the Rough, Chips Ahoy i The Lone Chipmunks (també es va publicar en Laserdisc com a funció doble juntament amb "The Unsinkable Donald Duck")
- Disney Cartoon Classics Vol. 9: Starring Chip 'n' Dale – Inclou Working for Peanuts, Donald Applecore and Dragon Around i escenes curtes entre els curts narrats per Jiminy Cricket, i és l'única animació on Donald s'adreça als esquirols pels seus noms.

## Sèrie de còmics
Chip 'n' Dale també va tenir el seu propi títol de còmic, primer de Dell Comics amb Four Color Comics nº 517, 581 i 636, després el seu propi títol per als números 4–30 (1955–62), que va continuar després per Gold Key Comics amb nº1–64 (1967–80), i més tard sota la seva marca Whitman amb #65–83 (1980–84).

## Sèries de televisió

### Chip 'n Dale: Rescue Rangers
El 1989, Chip i Dale es van convertir en els personatges titulars d'una nova sèrie de televisió animada, Chip 'n Dale: Rescue Rangers, en la qual van formar una agència de detectius amb nous personatges creats per a l'espectacle: el ratolí femella inventora Gadget Hackwrench, el musculós ratolí australià aventurer Monterey Jack i la mosca Zipper. Mentre que als curts originals el duet creen problemes freqüents que només els afecten a ells mateixos, a Rescue Rangers són lluitadors contra el crim que ajuden als menys afortunats.
En aquesta sèrie, les diferències de personalitat entre ambdós són més pronunciades, amb Chip com el líder seriós i heroic i Dale com l'heroi reticent a la festa, ràpid i dur. A més, porten roba en aquesta sèrie que reflecteix la seva personalitat; Chip porta jaqueta de cuir i fedora (com Indiana Jones), mentre que Dale porta una camisa hawaiana (com Magnum, P.I.).

### DuckTales
Chip 'n' Dale, basat en les seves iteracions de Rescue Rangers, va aparèixer a la sèrie de televisió DuckTales del 2017. Fent el seu debut a l'episodi de la temporada 3, "Double-O-Duck in You Only Crash Twice!", Chip 'n' Dale es representen com a esquirols comuns utilitzats com a rates de laboratori per a un raig d'intel·ligència desenvolupat per l'organització FOWL. Després de ser més intel·ligents i antropomòrfics, es van unir amb dos ratolins i una mosca per escapar dels seus confins i ajudar a Launchpad a derrotar a McQuack, un dels agents de FOWL. També fan un cameo al costat dels altres Rangers al final de la sèrie, "The Last Adventure!".

### Chip 'n' Dale: Park Life
Els personatges tenen una sèrie d'animació franco-americana anomenada Chip 'n' Dale: Park Life, que es va estrenar a Disney+ el 28 de juliol de 2021, coproduïda per The Walt Disney Company France i Xilam Animation. A diferència d'altres iteracions dels personatges, la sèrie és no verbal, de manera similar a altres programes produïts per Xilam.

## Videojocs
Chip 'N Dale: Rescue Rangers és un videojoc de plataformes creat per CAPCOM el 1990 per a la NES basat en la sèrie homònima de The Walt Disney Company.

## Altres aparicions
Es planejava que Chip 'n' Dale fessin un cameo a la pel·lícula de 1988 Qui ha enredat en Roger Rabbit?. Se suposa que estaven a l'escena anomenada "El funeral d'Acme". Tanmateix, aquesta escena es va tallar de la pel·lícula final. Sobreviu l'art d'aquesta seqüència, on es poden veure al costat de personatges com Goofy, Horace Horscollar, Clarabelle Cow, Tom i Jerri, Herman i Katnip, Popeye, Brutus, Fèlix el gat, Porky Pig, el gat Sylvester, Yosemite Sam, Foghorn Leghorn, Casper el fantasma amable i Droopy.
Chip 'n' Dale van aparèixer ocasionalment a Mickey Mouse Works i Disney's House of Mouse. També es poden veure al llargmetratge de 1983 Mickey's Christmas Carol on se'ls veu ballant amb la música dins de Fezziwigs. També apareixen a tots els parcs Disney.